# ICANN

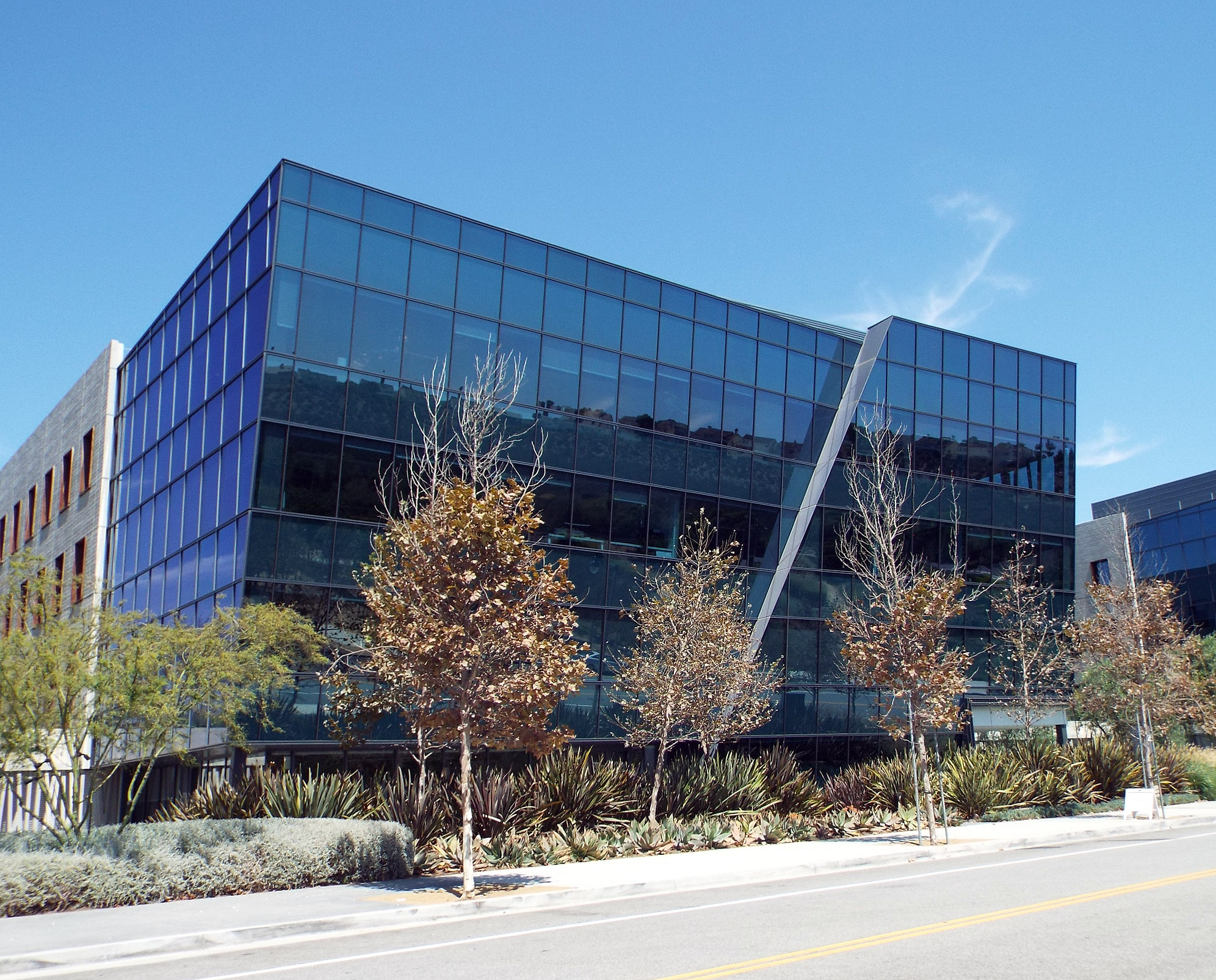
Siedziba ICANN w Playa Vista (2013)

ICANN (ang. Internet Corporation for Assigned Names and Numbers – Internetowa Korporacja ds. Nadanych Nazw i Numerów) to instytucja odpowiedzialna obecnie za przyznawanie nazw domen internetowych, ustalanie ich struktury oraz za ogólny nadzór nad działaniem serwerów DNS na całym świecie. Została powołana do życia 18 września 1998 r. w celu przejęcia od rządu USA funkcji nadzorowania technicznych aspektów Internetu.
Formalnie ICANN jest prywatną organizacją non-profit, o statusie firmy zarejestrowanej w stanie Kalifornia, której rząd USA przekazał czasowo prawo nadzoru nad systemem DNS, przydziałem puli adresów IPv4 oraz IPv6 dla tzw. Regional Internet Registries RIR oraz rejestracją numerów portów.
Najważniejszym ciałem decyzyjnym ICANN jest Rada Dyrektorów, którzy są raz do roku wybierani przez potencjalnie wszystkich użytkowników Internetu (tzn. że każdy, kto ma dostęp do sieci, może oddać swój głos). W praktyce jednak na Dyrektorów ICANN głosuje średnio ok. 100 000 osób, głównie „świadomych” członków Internet Society i IETF, a więc niewielki ułamek wszystkich internautów. Głosowanie odbywa się za pomocą e-maili.
W ramach ICANN prowadzi się też dyskusje na temat tworzenia nowych domen najwyższego poziomu (ang. Top Level Domains, TLD), czyli np. .aero, .tel itp.
Do zadań ICANN należy m.in.:
- administrowanie adresami IP,
- zarządzanie domenami i serwerami DNS najwyższego poziomu (root),
- przyznawanie parametrów protokołom internetowym.